# Olympische Sommerspiele 1988/Teilnehmer (Mexiko)
| Gelbes Symbol für Goldmedaillen mit stilisierten Olympischen Ringen | Graues Symbol für Silbermedaillen mit stilisierten Olympischen Ringen | Braundes Symbol für Bronzemedaillen mit stilisierten Olympischen Ringen |
| ------------------------------------------------------------------- | --------------------------------------------------------------------- | ----------------------------------------------------------------------- |
| —                                                                   | —                                                                     | 2                                                                       |

Mexiko nahm an den Olympischen Sommerspielen 1988 in Seoul mit einer Delegation von 83 Athleten (66 Männer und siebzehn Frauen) an 82 Wettkämpfen in siebzehn Sportarten teil. Fahnenträger bei der Eröffnungsfeier war der Geher Ernesto Canto.

## Medaillengewinner

### Bronze
| Name             | Sportart       | Wettkampf              |
| ---------------- | -------------- | ---------------------- |
| Mariano González | Boxen          | Männer, Fliegengewicht |
| Jesús Mena       | Wasserspringen | Männer, Turmspringen   |

## Teilnehmer nach Sportarten

### Bogenschießen
| Männer - Andrés Anchondo Einzel: 26. Platz Mannschaft: 12. Platz - Omar Bustani Einzel: 38. Platz Mannschaft: 12. Platz - Adolfo González Einzel: 49. Platz Mannschaft: 12. Platz | Frauen - Aurora Bretón Einzel: 29. Platz |

### Boxen
Männer
- Martín Amarillas
Mittelgewicht: 2. Runde

- José de Jesús García
Bantamgewicht: 2. Runde

- Mariano González
Fliegengewicht: Bronze

- Miguel Angel González
Federgewicht: 1. Runde

- Humberto Rodríguez
Halbweltergewicht: Viertelfinale

- Guillermo Tamez
Leichtgewicht: 1. Runde

### Fechten
Frauen
- Fabiana López
Florett, Einzel: 40. Platz

### Judo
Männer
- Salvador Hernández
Ultraleichtgewicht: 14. Platz

- Carlos Huttich
Halbmittelgewicht: 20. Platz

- Federico Vizcarra
Leichtgewicht: 13. Platz

### Leichtathletik
| Männer - Herman Adam 4 × 100 Meter: Vorläufe - Hernán Andrade 50 Kilometer Gehen: disqualifiziert - Marcos Barreto 5000 Meter: Halbfinale 10.000 Meter: Vorläufe - Arturo Barrios 5000 Meter: Vorläufe 10.000 Meter: 5. Platz - Martín Bermúdez 50 Kilometer Gehen: 15. Platz - Arturo Bravo 50 Kilometer Gehen: 33. Platz - Ernesto Canto 20 Kilometer Gehen: disqualifiziert - Roberto Carmona 110 Meter Hürden: Vorläufe - Miguel Elizondo 4 × 100 Meter: Vorläufe - Mauricio González 5000 Meter: Halbfinale 10.000 Meter: 11. Platz - Mauricio Hernández 800 Meter: Vorläufe - Jesús Herrera Marathon: 11. Platz - Carlos Mercenario 20 Kilometer Gehen: 7. Platz - Martín Mondragón Marathon: 57. Platz - Eduardo Nava 100 Meter: Vorläufe 4 × 100 Meter: Vorläufe - Carlos Rétiz Marathon: 50. Platz - Antonio Ruíz 4 × 100 Meter: Vorläufe - Joel Sánchez 20 Kilometer Gehen: disqualifiziert | Frauen - Cristina Fink-Sisniega Hochsprung: 21. Platz in der Qualifikation - Blanca Jaime Marathon: 43. Platz - Sandra Taváres 100 Meter Hürden: Vorläufe |

### Moderner Fünfkampf
Männer
- Marcelo Hoyo
Einzel: 39. Platz
Mannschaft: 8. Platz

- Ivar Sisniega
Einzel: 14. Platz
Mannschaft: 8. Platz

- Alejandro Yrizar
Einzel: 28. Platz
Mannschaft: 8. Platz

### Radsport
Männer
- Gary Cano
Straßenrennen: DNF
100 Kilometer Mannschaftszeitfahren: 22. Platz

- Guillermo Gutiérrez
100 Kilometer Mannschaftszeitfahren: 22. Platz

- Héctor Pérez
Straßenrennen: 94. Platz
100 Kilometer Mannschaftszeitfahren: 22. Platz

- Luis Rosendo Ramos
Straßenrennen: 77. Platz
100 Kilometer Mannschaftszeitfahren: 22. Platz

- José Manuel Youshimatz
Punktefahren: 9. Platz

### Reiten
- Jaime Azcárraga
Springen, Einzel: 6. Platz
Springen, Mannschaft: DNF

- Everardo Hegewisch
Springen, Mannschaft: DNF

- Alejandro Orózco
Springen, Einzel: 61. Platz in der Qualifikation

- Alberto Rivera
Springen, Einzel: DNF (Qualifikation)
Springen, Mannschaft: DNF

- Gerardo Tazzer
Springen, Einzel: 54. Platz in der Qualifikation
Springen, Mannschaft: DNF

### Ringen
Männer
- Alfonso Jessel
Weltergewicht, Freistil: 2. Runde

- Bernardo Olvera
Fliegengewicht, Freistil: 3. Runde

- Jorge Olvera
Bantamgewicht, Freistil: 3. Runde

- Adrian Ponce
Bantamgewicht, griechisch-römisch: 2. Runde

### Rudern
Männer
- Luis Miguel García & Joaquín Gómez
Doppelzweier: Hoffnungslauf

### Schießen
| Männer - José Álvarez Kleinkaliber, Dreistellungskampf: 40. Platz Kleinkaliber, liegend: 39. Platz | Offene Klasse - Alfredo Cuentas Trap: 39. Platz - Nuria Ortíz Skeet: 40. Platz |

### Schwimmen
| Männer - Jorge Alarcón 4 × 100 Meter Freistil: 13. Platz 4 × 200 Meter Freistil: disqualifiziert (Vorläufe) - Javier Careaga 100 Meter Brust: 35. Platz 200 Meter Brust: 23. Platz 200 Meter Lagen: 24. Platz 400 Meter Lagen: 21. Platz 4 × 100 Meter Lagen: 20. Platz - Ignacio Escamilla 100 Meter Freistil: 56. Platz 200 Meter Freistil: 32. Platz 400 Meter Freistil: 34. Platz 4 × 100 Meter Freistil: 13. Platz 4 × 200 Meter Freistil: disqualifiziert (Vorläufe) - Rodrigo González 50 Meter Freistil: 29. Platz 100 Meter Freistil: 28. Platz 200 Meter Freistil: 26. Platz 4 × 100 Meter Freistil: 13. Platz 4 × 200 Meter Freistil: disqualifiziert (Vorläufe) 200 Meter Lagen: 25. Platz 4 × 100 Meter Lagen: 20. Platz - Carlos Romo 400 Meter Freistil: 35. Platz 4 × 200 Meter Freistil: disqualifiziert (Vorläufe) 100 Meter Schmetterling: 41. Platz - Ernesto Vela 100 Meter Rücken: 33. Platz 200 Meter Rücken: 22. Platz 4 × 100 Meter Lagen: 20. Platz - Urbano Zea 50 Meter Freistil: 45. Platz 4 × 100 Meter Freistil: 13. Platz 100 Meter Schmetterling: 40. Platz 4 × 100 Meter Lagen: 20. Platz | Frauen - Marlene Bruten 100 Meter Schmetterling: 29. Platz 200 Meter Schmetterling: 23. Platz 200 Meter Lagen: 27. Platz 400 Meter Lagen: 26. Platz - Patricia Kohlmann 50 Meter Freistil: 32. Platz 100 Meter Freistil: 36. Platz 200 Meter Freistil: 35. Platz 200 Meter Lagen: 29. Platz - María Rivera 50 Meter Freistil: 26. Platz 100 Meter Freistil: 38. Platz |

### Segeln
| Männer - Eric Mergenthaler Finn-Dinghy: 13. Platz - Nilo Dzib Windsurfen: 38. Platz | Frauen - Eliane Fierro & Tania Fierro 470er: 19. Platz |

### Synchronschwimmen
Frauen
- Lourdes Candini
Einzel: 10. Platz
Duett: 8. Platz

- Susana Candini
Einzel: Vorrunde

- Sonia Cárdeñas
Einzel: Vorrunde
Duett: 8. Platz

### Tennis
| Männer - Leonardo Lavalle Einzel: 2. Runde Doppel: 1. Runde - Francisco Maciel Einzel: 1. Runde - Agustín Moreno Einzel: 2. Runde Doppel: 1. Runde | Frauen - Xóchitl Escobedo Einzel: 1. Runde Doppel: 1. Runde - Claudia Hernández Salas Einzel: 2. Runde Doppel: 1. Runde |

### Turnen
Männer
- Tony Piñeda
Einzelmehrkampf: 88. Platz in der Qualifikation
Boden: 84. Platz in der Qualifikation
Pferd: 87. Platz in der Qualifikation
Barren: 50. Platz in der Qualifikation
Reck: 89. Platz in der Qualifikation
Ringe: 87. Platz in der Qualifikation
Seitpferd: 88. Platz in der Qualifikation

### Wasserspringen
| Männer - Jesús Mena Kunstspringen: 7. Platz Turmspringen: Bronze - Jorge Mondragón Kunstspringen: 6. Platz Turmspringen: 9. Platz | Frauen - María José Alcalá Kunstspringen: 20. Platz in der Qualifikation Turmspringen: 9. Platz |